# Leichtathletik-Südamerikameisterschaften 1919
Die I. Leichtathletik-Südamerikameisterschaften fanden vom 11. bis zum 13. April 1919 in Montevideo statt. Es nahmen Athleten aus Chile und aus Uruguay teil. Die Mannschaftswertung gewann die Mannschaft Chiles mit 67 Punkten vor der Mannschaft Uruguays mit 45 Punkten. Erfolgreichster Athlet war der chilenische Hürdenläufer Julio Kilian, der drei Wettbewerbe inklusive der Staffel gewann und einmal den zweiten Platz belegte.
Im Jahr zuvor hatte in Buenos Aires ein Wettkampf zwischen Athleten aus Argentinien, Chile und Uruguay stattgefunden, der heute als inoffizielle Südamerikameisterschaften bezeichnet werden. Der einzige Athlet, der bei den Meisterschaften 1919 den gleichen Wettbewerb gewinnen konnte wie 1918, war der Uruguayer Isabelino Gradín im 400-Meter-Lauf.

## Männerwettbewerbe

### 100-Meter-Lauf
| Platz | Athlet         | Land | Zeit (s) |
| ----- | -------------- | ---- | -------- |
| 1     | Henry Bowles   | URU  | 11,8     |
| 2     | Marcelo Uranga | CHI  | 12,0     |
| 3     | Ricardo Müller | CHI  | 12,1     |

Finale: 11. April

### 200-Meter-Lauf
| Platz | Athlet           | Land | Zeit (s) |
| ----- | ---------------- | ---- | -------- |
| 1     | Isabelino Gradín | URU  | 23,2     |
| 2     | Julio Gorlero    | URU  | 23,4     |
| 3     | Ricardo Müller   | CHI  | 23,8     |

Finale: 11. April

### 400-Meter-Lauf
| Platz | Athlet           | Land | Zeit (s) |
| ----- | ---------------- | ---- | -------- |
| 1     | Isabelino Gradín | URU  | 52,4     |
| 2     | Armando Camus    | CHI  | 53,0     |
| 3     | Carlos Stevens   | CHI  | 54,6     |

Finale: 13. April

### 800-Meter-Lauf
| Platz | Athlet         | Land | Zeit (min) |
| ----- | -------------- | ---- | ---------- |
| 1     | Juan Campos    | URU  | 2:04,8     |
| 2     | Armando Camus  | CHI  | 2:06,4     |
| 3     | Carlos Stevens | CHI  | 2:07,0     |

Finale: 12. April

### 1500-Meter-Lauf
| Platz | Athlet           | Land | Zeit (min) |
| ----- | ---------------- | ---- | ---------- |
| 1     | Juan Baeza       | CHI  | 4:29,8     |
| 2     | Manuel Moraga    | CHI  | 4:30,0     |
| 3     | Enrique Calderón | CHI  | 4:31,4     |

Finale: 13. April

### 10.000-Meter-Lauf
| Platz | Athlet            | Land | Zeit (min) |
| ----- | ----------------- | ---- | ---------- |
| 1     | Gilberto Martínez | URU  | 33:57,0    |
| 2     | Juan Baeza        | CHI  | 34:41,2    |
| 3     | Enrique Calderón  | CHI  | 34:55,6    |

Finale: 13. April

### 110-Meter-Hürdenlauf
| Platz | Athlet            | Land | Zeit (s) |
| ----- | ----------------- | ---- | -------- |
| 1     | Harold Rosenqvist | CHI  | 17,0     |
| 2     | Julio Kilián      | CHI  | 17,2     |
| 3     | Adolfo Reccius    | CHI  | 18,0     |

Finale: 13. April

### 200-Meter-Hürdenlauf
| Platz | Athlet            | Land | Zeit (s) |
| ----- | ----------------- | ---- | -------- |
| 1     | Julio Kilián      | CHI  | 27,2     |
| 2     | Adolfo Reccius    | CHI  | ???      |
| 3     | Harold Rosenqvist | CHI  | 28,0     |

Finale: 12. oder 13. April

### 400-Meter-Hürdenlauf
| Platz | Athlet         | Land | Zeit (s) |
| ----- | -------------- | ---- | -------- |
| 1     | Julio Kilián   | CHI  | 59,2     |
| 2     | Adolfo Reccius | CHI  | 61,4     |
| 3     | Andrés Mazzali | URU  | 62,0     |

Finale: 12. April

### 4-mal-400-Meter-Staffel
| Platz | Land    | Athleten                                                    | Zeit (min) |
| ----- | ------- | ----------------------------------------------------------- | ---------- |
| 1     | Chile   | Julio Kilián Ricardo Müller Carlos Stevens Armando Camus    | 3:39,0     |
| 2     | Uruguay | Julio Gorlero Mario Herrera Eduardo Flores Isabelino Gradín | 3:39,4     |
| 3     |         |                                                             |            |

Finale: 13. April
Es waren nur zwei Staffeln am Start.

### Hochsprung
| Platz | Athlet        | Land | Höhe (m) |
| ----- | ------------- | ---- | -------- |
| 1     | Carlos Patiño | URU  | 1,72     |
| 2     | Hernán Orrego | CHI  | 1,70     |
| 3     | Arturo Filloy | URU  | 1,68     |

Finale: 11. April

### Standhochsprung
| Platz | Athlet           | Land | Höhe (m) |
| ----- | ---------------- | ---- | -------- |
| 1     | Carlos Patiño    | URU  | 1,40     |
| 2     | Carlos Fernández | URU  | 1,38     |
| 3     | Arturo Filloy    | URU  | 1,38     |

Finale: 12. April

### Stabhochsprung
| Platz | Athlet         | Land | Höhe (m) |
| ----- | -------------- | ---- | -------- |
| 1     | Eugen Fonck    | CHI  | 3,20     |
| 2     | José Amejeiras | URU  | 3,15     |
| 3     | Héctor Berruti | URU  | 3,15     |

Finale: 13. April

### Weitsprung
| Platz | Athlet         | Land | Weite (m) |
| ----- | -------------- | ---- | --------- |
| 1     | Ricardo Müller | CHI  | 6,68      |
| 2     | Adolfo Reccius | CHI  | 6,53      |
| 3     | Ricardo Filloy | URU  | 6,47      |

Finale: 12. April

### Standweitsprung
| Platz | Athlet        | Land | Weite (m) |
| ----- | ------------- | ---- | --------- |
| 1     | Hugo Krumm    | CHI  | 3,07      |
| 2     | Carlos Patiño | URU  | 2,95      |
| 3     | Ernesto Ramón | CHI  | 2,905     |

Finale: 11. April

### Kugelstoßen
| Platz | Athlet            | Land | Weite (m) |
| ----- | ----------------- | ---- | --------- |
| 1     | Teodoro Scheihing | CHI  | 11,47     |
| 2     | Víctor Zaragoza   | URU  | 11,215    |
| 3     | Harold Rosenqvist | CHI  | 10,95     |

Finale: 12. April

### Diskuswurf
| Platz | Athlet             | Land | Weite (m) |
| ----- | ------------------ | ---- | --------- |
| 1     | Alberto Warnken    | CHI  | 35,80     |
| 2     | Leonardo de Lucca  | URU  | 33,68     |
| 3     | Fernando Capellini | URU  | 33,435    |

Finale: 13. April

### Hammerwurf
| Platz | Athlet            | Land | Weite (m) |
| ----- | ----------------- | ---- | --------- |
| 1     | Leonardo de Lucca | URU  | 32,57     |
| 2     | Evaldo Homberg    | CHI  | 31,965    |
| 3     | Teodoro Scheihing | CHI  | 30,395    |

Finale: 13. April

### Speerwurf
| Platz | Athlet             | Land | Weite (m) |
| ----- | ------------------ | ---- | --------- |
| 1     | Arturo Medina      | CHI  | 45,95     |
| 2     | Fernando Capellini | URU  | 43,27     |
| 3     | Evaldo Homberg     | CHI  | 40,50     |

Finale: 12. April

## Frauenwettbewerbe
Frauenwettbewerbe wurden bei der Südamerikameisterschaft erst ab 1939 ausgetragen.

## Medaillenspiegel
| Medaillenspiegel Endstand nach 19 Entscheidungen | Medaillenspiegel Endstand nach 19 Entscheidungen | Medaillenspiegel Endstand nach 19 Entscheidungen | Medaillenspiegel Endstand nach 19 Entscheidungen | Medaillenspiegel Endstand nach 19 Entscheidungen | Medaillenspiegel Endstand nach 19 Entscheidungen |
| Platz                                            | Land                                             | Gold                                             | Silber                                           | Bronze                                           | Gesamt                                           |
| ------------------------------------------------ | ------------------------------------------------ | ------------------------------------------------ | ------------------------------------------------ | ------------------------------------------------ | ------------------------------------------------ |
| 1                                                | Chile                                            | 11                                               | 11                                               | 11                                               | 33                                               |
| 2                                                | Uruguay                                          | 8                                                | 8                                                | 7                                                | 23                                               |